# 骆文静
骆文静，第四军医大学军事预防医学系主任，主要从事环境毒理学、神经毒理学和公共卫生学的研究。骆文静曾入选中国教育部长江学者特聘教授，获得过2019年中国科技进步奖。兼任中国毒理学会常务理事、中国毒理学会神经毒理学专业委员会主任委员及中国医师学会公共卫生医师分会副会长等职务。